# III. Nofretkau
Nofretkau (nfr.t-k3.w) ókori egyiptomi hercegnő a IV. dinasztia idején; talán Hufu fáraónak vagy Hufu lányának, II. Mereszanh hercegnőnek a lánya.
Férje egy Iynofer nevű hivatalnok volt, akivel közös masztabasírjuk a gízai nekropoliszban található G7820, közel II. Mereszanh sírjához. Iynofer lehet, hogy Hufu fia volt. A sírban két akna található, Iynoferé lehetett a G7820A, Nofretkaué a G7820B. Koporsót vagy darabjait egyikben sem találtak, de a G7820B sírkamrája egyik sarkában mélyedés volt kialakítva a kanópuszedényeknek. Nofretkaut a sírban Neith papnőjeként említik, férje címei olvashatatlanok. A sírban gyermekeiket is ábrázolják.